# Thermistis
Thermistis – rodzaj chrząszczy z rodziny kózkowatych i podrodziny zgrzypikowych.

## Zasięg występowania
Przedstawiciele tego rodzaju występują w Indiach, Chinach, na Tajwanie, oraz w Azji Południowo-Wschodniej.

## Systematyka
Do Thermistis należy 12 gatunków:
- Thermistis annamensis
- Thermistis cheni
- Thermistis conjunctesignata
- Thermistis croceocincta
- Thermistis hainanensis
- Thermistis kaiyuni
- Thermistis nigromacula
- Thermistis rubromaculata
- Thermistis sagittifera
- Thermistis sulphureonotata
- Thermistis taiwanensis
- Thermistis xanthomelas.